# Battaglia di Orendáin
La battaglia di Orendáin fu uno scontro armato durante la Rivoluzione messicana tra l'esercito costituzionale di Álvaro Obregón e le truppe federali del generale José María Mier, fedeli al dittatore Victoriano Huerta.
Nei mesi precedenti a questa battaglia, Obregón ne aveva già vinte numerose altre nel Messico orientale. A Orendáin, nello stato di Jalisco, riuscì a dare di nuovo un colpo mortale all'esercito federale. 8 000 federali persero la vita e l'esercito costituzionale di Obregón riuscì a catturare vari pezzi di artiglieria, munizioni e treni. A causa di questa vittoria, Obregón catturò la città di Guadalajara. Poiché Pancho Villa aveva conquistato Zacatecas poche settimane prima, ciò significò un colpo mortale per il regime di Huerta, che si dimise l'11 agosto.